# 分科大学
分科大学（ぶんかだいがく、英: College）は、大学院と共に帝国大学を構成した部門で、後に学部と改称された。単科大学。

## 概要
1886年（明治19年）の帝国大学令第一条「帝国大学ハ国家ノ須要ニ応スル学術技芸ヲ教授シ及其蘊奥ヲ攻究スルヲ以テ目的トス」に基づき、帝国大学には分科大学と大学院が置かれ、そのうち分科大学は「学術技芸の理論および応用を教授するための機関」であった。
1919年（大正8年）、大正8年2月7日勅令第13号「帝国大学及其ノ学部ニ関スル件」（4月1日施行）により廃止され、代わって学部が設置された。

## 一覧

### 東京帝国大学
- 東京帝国大学法科大学
- 東京帝国大学文科大学
- 東京帝国大学理科大学
- 東京帝国大学工科大学
- 東京帝国大学農科大学
- 東京帝国大学医科大学

### 京都帝国大学
- 京都帝国大学理工科大学 - 後に理科大学と工科大学に分割
- 京都帝国大学理科大学
- 京都帝国大学工科大学
- 京都帝国大学法科大学
- 京都帝国大学医科大学
- 京都帝国大学京都医科大学
- 京都帝国大学福岡医科大学→九州帝国大学医科大学
- 京都帝国大学文科大学

### 東北帝国大学
- （札幌農学校→）東北帝国大学農科大学→北海道帝国大学農科大学
- 東北帝国大学理科大学
- 東北帝国大学医科大学

### 北海道帝国大学
- （札幌農学校→東北帝国大学農科大学→）北海道帝国大学農科大学

### 九州帝国大学
- 九州帝国大学工科大学
- （京都帝国大学福岡医科大学→）九州帝国大学医科大学